# Вулиця Ілярія Бриковича (Тернопіль)
Вулиця Ілярія Бриковича - вулиця у житловому масиві «Дружба» міста Тернополя.

## Відомості
Розпочинається від вулиці Максима Кривоноса, пролягає на схід до вулиці Петриківської, де і закінчується. Довжина вулиці — 280 м. На вулиці переважають приватні будинки, є одна багатоповерхівка.
Внаслідок російсько-української війни міськрадою Тернополя перейменовано вулицю Достоєвського на вулицю Ілярія Бриковича.